# Balandougou
Pour l’article homonyme, voir Balandougou (district, Boffa).
Balandougou est une sous-préfecture de la préfecture de Kankan, dans la région du même nom en Guinée.

## Personnalité liée
- Mamady Keïta (1950-2021), percussionniste guinéen.